# Парла
Парла (шп. Parla) град је у Шпанији, у аутономној заједници Мадрид, у покрајини Мадрид. Према процени из 2008. у граду је живело 108.051 становника.

## Становништво
Према процени, у граду је 2008. живело 108.051 становника.
| 1981.  | 1991.  | 2001.  |
| ------ | ------ | ------ |
| 56.318 | 69.907 | 79.213 |

## Партнерски градови
- Фуншал